# Lanová dráha Turm 6er
Lanová dráha Turm 6er je šestimístná místní lanovka nedaleko rakouského Schattbergu a Saalbachu. Je pozoruhodná svou délkou. Lanovka má automaticky otevírací bezpečnostní rám. Pod lanovkou se nachází modrá sjezdovka Maisabfahrt. Dolní stanice lanovky je spojena s městem Saalbach.